# كفريا (زغرتا)
كفريا هي بلدة لبنانية تقع في محافظة الشمال، قضاء زغرتا، ترتفع عن مستوى سطح البحر 450م. تبلغ مساحتها حوالي مليوني وخمسمئة ألف م2. يبلغ عدد سكانها حوالي 250 نسمة. وتبعد عن العاصمة 105 كلم وعن المحافظة 22 كلم.

## تاريخ
كفريا واحدة من القرى التي هجر أهلها جرّاء الحرب اللبنانية في العام 1975 ومنذ ذلك الحين يتواجد فيها فقط خمسة بيوت هم البقية الباقية من أصل سكانها المئتين والخمسين نسمة الذين يتوزعون سكنياً اليوم على قرى قضاء زغرتا وزغرتا نفسها وبيروت. ومنهم من هاجر خارج أرض الوطن كأستراليا.

## حدودها
تقع كفريا في قضاء زغرتا وجغرافياً في المقلب الشرقي من جبل تربل. وهي آخر حدود قضاء زغرتا لجهة المنية – الضنية. جاراتها من الشرق بلدة عزقي ومن الغرب تربل ومن الشمال مركبتا ومن الجنوب حيلان.
كانت كفريا اخر حدود متصرفية جبل لبنان أيام العثمانيين.
للوصول إليها يجب سلوك طريق زغرتا – أردة _ مرياطة – عشاش – حيلان فكفريا وتبعد عن مركز القضاء زغرتا حوالى /12/ كيلومتراً.

## كنيسة كفريا
منذ عشرات السنين إتخذ أبناء كفريا الذين كلهم من الطائفة المارونية القديس يوسف شفيعاً لهم وبنوا كنيسة على اسمه في وسط البلدة. ويحتفل جميع أبناء هذه القرية مقيمين ومغتربين في كل سنةٍ بعيد شفيع هذه الكنيسة بحيث يقام قداساً إلهياً.

## المياه والزراعة
يوجد في كفريا عين ماء، يستخدمه الأهالي مياه شفة ولري بعض الأراضي الزراعية المجاورة.
أهمّ محاصيلها الزيتون تليه الكرمة فاللوز وقليل من الزراعات الشتوية كالخضار وهي للاستهلاك البيتي المحلي.